# 陳章 (明朝)
陳章，字一夔，直隸松江府華亭縣人，民籍，明朝政治人物。進士出身。

## 生平
早年出身國子生，應天府鄉試第二十七名。成化十四年（1478年戊戌科會試第二十九名，殿試登進士第二甲第六十一名。

## 家族
曾祖父陳文德。祖父陳守仁。父亲陳綸。